# Reiden
Reiden – miejscowość i gmina w środkowej Szwajcarii, w kantonie Lucerna, w okręgu Willisau. 1 stycznia 2006 do gminy przyłączono gminy Langnau bei Reiden i Richenthal.

## Demografia
W Reiden mieszka 7415 osób. W 2021 roku 26,9% populacji gminy stanowiły osoby urodzone poza Szwajcarią. 

## Transport
Przez teren gminy przebiegają autostrada A2 oraz droga główna nr 2. 